# La Lionne
La Lionne est un roman de Katherine Scholes publié en 2011.

## Résumé
Laura est nomade en Tanzanie avec sa fille Angel, 7 ans. Elle est tuée par un serpent. Une lionne blessée à la patte, avec 3 lionceaux, adopte Angel. Cependant, Emma, Australienne de 32 ans, arrive au labo de Daniel, Massaï, dans la savane. Les 2 chameaux de Laura y arrivent avec des vêtements. Daniel emmène Emma et ils trouvent le corps de Laura et les traces d'Angel avec la lionne. Cependant, la lionne a emmené Angel dans une grotte et l'allaite. Daniel et Emma vont voir Georges, soigneur de lions, qui leur dit que Moyo est inoffensive. Elle répond à son appel et les emmène à Angel qu'ils ramènent avec les lions. Emma reste en Tanzanie et adopte Angel.